# Bloomsbury (Londýn)

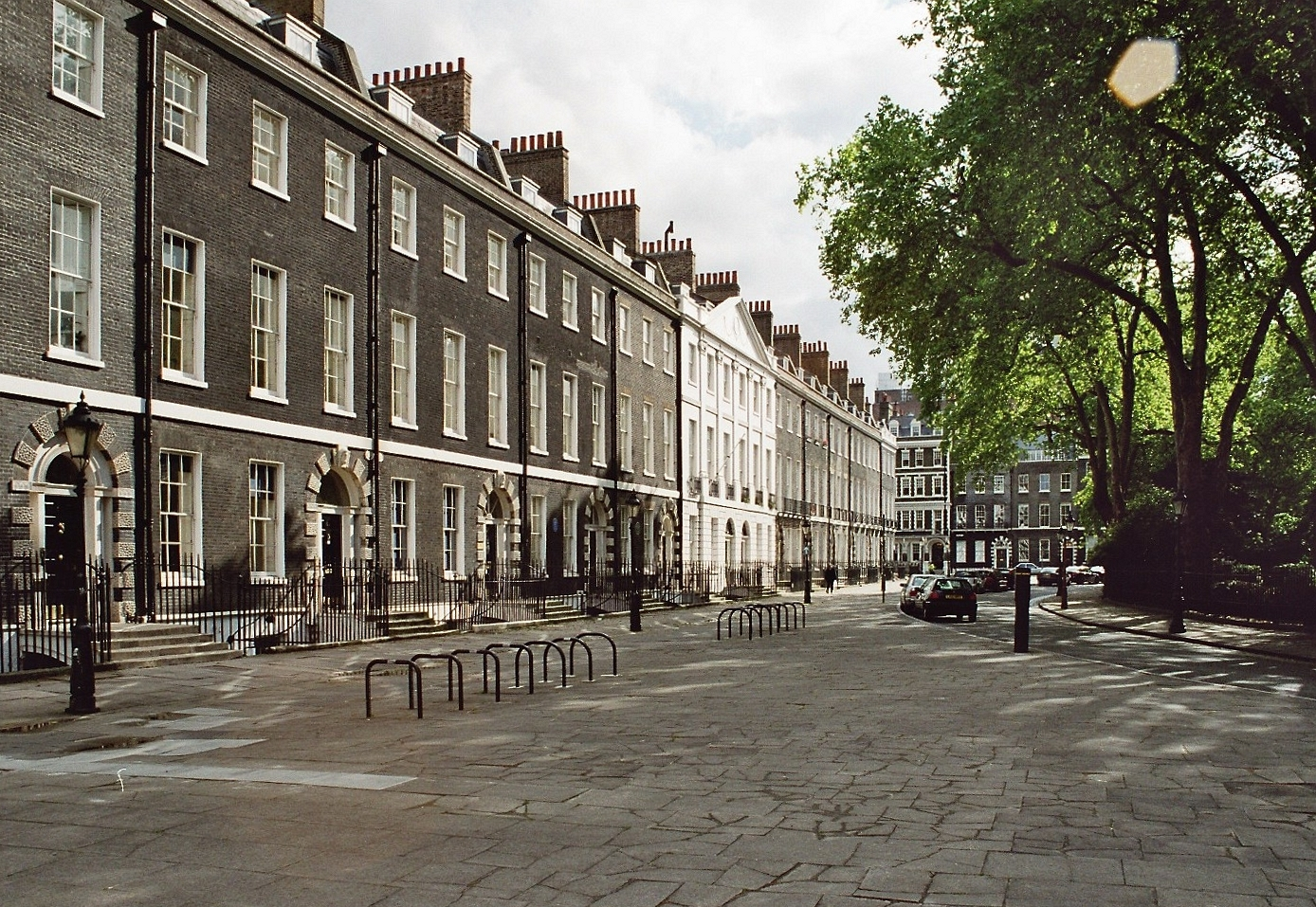
Bedford Square v Bloomsbury

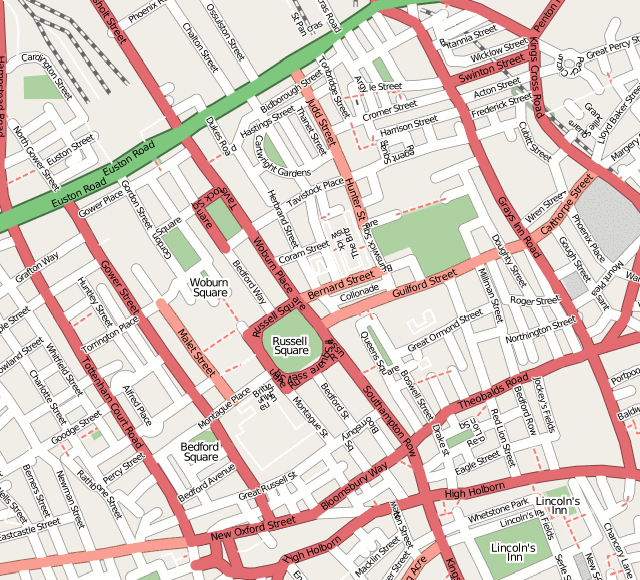
Mapa Bloomsbury

Bloomsbury je londýnská čtvrť nacházející se severně od City v obvodě Camden. Za její hranice jsou tradičně a neoficiálně považovány ulice Euston Road na severu, High Holborn na jihu, Tottenham Court Road na západě a Gray's Inn Road na východě. Bloomsbury náleží do volebního obvodu Dolní sněmovny Holborn and St Pancras.
Oblast je poprvé zmíněna roku 1086 v Domesday Book, tehdy se zde nacházely vinice a lesy. Název se objevuje ve 13. století v podobě Blemondisberi, podle majitele zdejších pozemků normanského šlechtice Williama de Blemond. Král Eduard III. později věnoval tyto polnosti londýnskému kartuziánskému klášteru. V době rušení anglických klášterů získal Bloomsbury rod hrabat ze Southamptonu, který v roce 1660 založil náměstí Bloomsbury Square a roku 1730 tržnici Bloomsbury Market. Venkovský a zemědělský charakter území změnil až koncem 18. století politik Thomas Russell, který vlastnil sídlo Bedford Estate a nechal v jeho okolí budovat honosné obytné domy. Bloomsbury se stalo žádanou rezidenční oblastí a hranice městské zástavby se postupně posouvaly k severu.
Bloomsbury je známým centrem vědy a kultury. Sídlí zde University College London, Britské muzeum, Britská knihovna, Královská akademie dramatických umění, Britská lékařská asociace a několik nemocnic (National Hospital for Neurology and Neurosurgery, Royal London Hospital for Integrated Medicine, University College Hospital). K areálu univerzity patří Grantovo zoologické muzeum, Petrieho egyptologické muzeum a studentské divadlo Bloomsbury Theatre. K nejvýznamnějším britským nakladatelstvím patří místní Bloomsbury Publishing. Na počátku 20. století zde působilo proslulé seskupení avantgardních umělců Bloomsbury Group, které založila Virginia Woolfová. Ve čtvrti bydleli také spisovatelé Charles Dickens, James Matthew Barrie, William Butler Yeats a John Wyndham, ekonomové Karl Marx a John Maynard Keynes nebo přírodovědec Charles Darwin.
Na území Bloomsbury se nachází park o rozloze sedmi akrů Coram's Fields, přístupný pouze dětem nebo jejich doprovodu, a řada prostorných náměstí se zelenými plochami (Bloomsbury Square, Russell Square, Bedford Square, Tavistock Square). Chráněnými stavebními památkami jsou neoklasicistní kancelářská budova Victoria House a kostel Church of Christ the King. V Bloomsbury se nacházejí stanice metra Russell Square a Euston Square, vzhledem k blízkosti centra města je zde řada turistických hotelů, jako nákupní a zábavní středisko slouží modernistická budova Brunswick Centre. Každoročně v říjnu se koná sousedská slavnost Bloomsbury Festival.